# Kafr Qara
Kafr Qara (àrab: كفر قرع, Kafr Qaraʿ; hebreu: כפר קרע‎) és un consell local àrab-israelià que es troba a 35 km al sud-est de Haifa. En 2016 la seva població era 17.967 habitants. El municipi de Kafr Qara té el rècord més alt de metges en relació amb la mida de la població del país, al voltant de 14,8 metges per cada 1.000 ciutadans (el 2007) amb més de 50 estudiants de medicina. Kafr Qara té un gran nombre de mestres.